# Echinococcus felidis
Echinococcus felidis (Ortlepp, 1937) je drobná tasemnice z čeledi Taeniidae parazitující ve střevech lvů (Panthera leo) a hyen v Africe. Mezihostitelem jsou velcí afričtí býložravci, přesné spektrum mezihostitelů však není známo. E. felidis je sesterským druhem E. granulosus, jemuž je i nejvíce podobný morfologicky i geneticky. Původně byl považován za genetickou variantu E. granulosus a byl označován jako tzv. lví kmen. Ze všech zástupců rodu Echinococcus je asi nejméně prozkoumaný.